# Atletica leggera ai Giochi olimpici intermedi - Salto in lungo da fermo
Ai Giochi olimpici intermedi di Atene 30 atleti parteciparono alla gara di salto in lungo da fermo. La prova si tenne il 25 aprile nello Stadio Panathinaiko. Non ci furono qualificazioni: si disputò direttamente la finale.

## Finale
| Pos     | Paese       | Atleta           | Età | Misura  |
| ------- | ----------- | ---------------- | --- | ------- |
| Oro     | Stati Uniti | Ray Ewry         | 33  | 3,30 m  |
| Argento | Stati Uniti | Martin Sheridan  | 25  | 3,095 m |
| Bronzo  | Stati Uniti | Lawson Robertson | 23  | 3,05 m  |